# All System Go
《All System Go》는 룰라의 4집 정규 음반이다.

## 수록곡
| #            | 제목                | 작사         | 작곡           | 편곡         | 재생 시간 |
| ------------ | ------------------- | ------------ | -------------- | ------------ | --------- |
| 1.           | 〈All System Go〉   | 이현도       | 이현도         | 이현도       | 1:29      |
| 2.           | 〈3!4!〉            | 이현도       | 이현도         | 이현도       | 4:08      |
| 3.           | 〈오늘〉            | 이현도       | 이현도         | 이현도       | 3:48      |
| 4.           | 〈그대곁에서〉      | 이현도       | 이현도         | 이현도       | 4:33      |
| 5.           | 〈우리에겐〉        | 이현도       | 이현도         | 이현도       | 4:21      |
| 6.           | 〈흔들리며〉        | 이현도       | 이현도         | 이현도       | 3:40      |
| 7.           | 〈아자〉            | 이상민       | 김준환, 이상민 | 김준환       | 4:01      |
| 8.           | 〈내 슬픈 사랑은〉  | 이현도       | 이현도         | 이현도       | 5:20      |
| 9.           | 〈일, 상, 성〉      | 이현도       | 이현도         | 이현도       | 3:54      |
| 10.          | 〈희망의 이름으로〉 | 이현도       | 이현도         | 이현도       | 3:47      |
| 11.          | 〈다같이〉          | 이현도       | 이현도         | 이현도       | 3:50      |
| 총 재생 시간 | 총 재생 시간        | 총 재생 시간 | 총 재생 시간   | 총 재생 시간 | 42:51     |